# Meadowlands Sports Complex

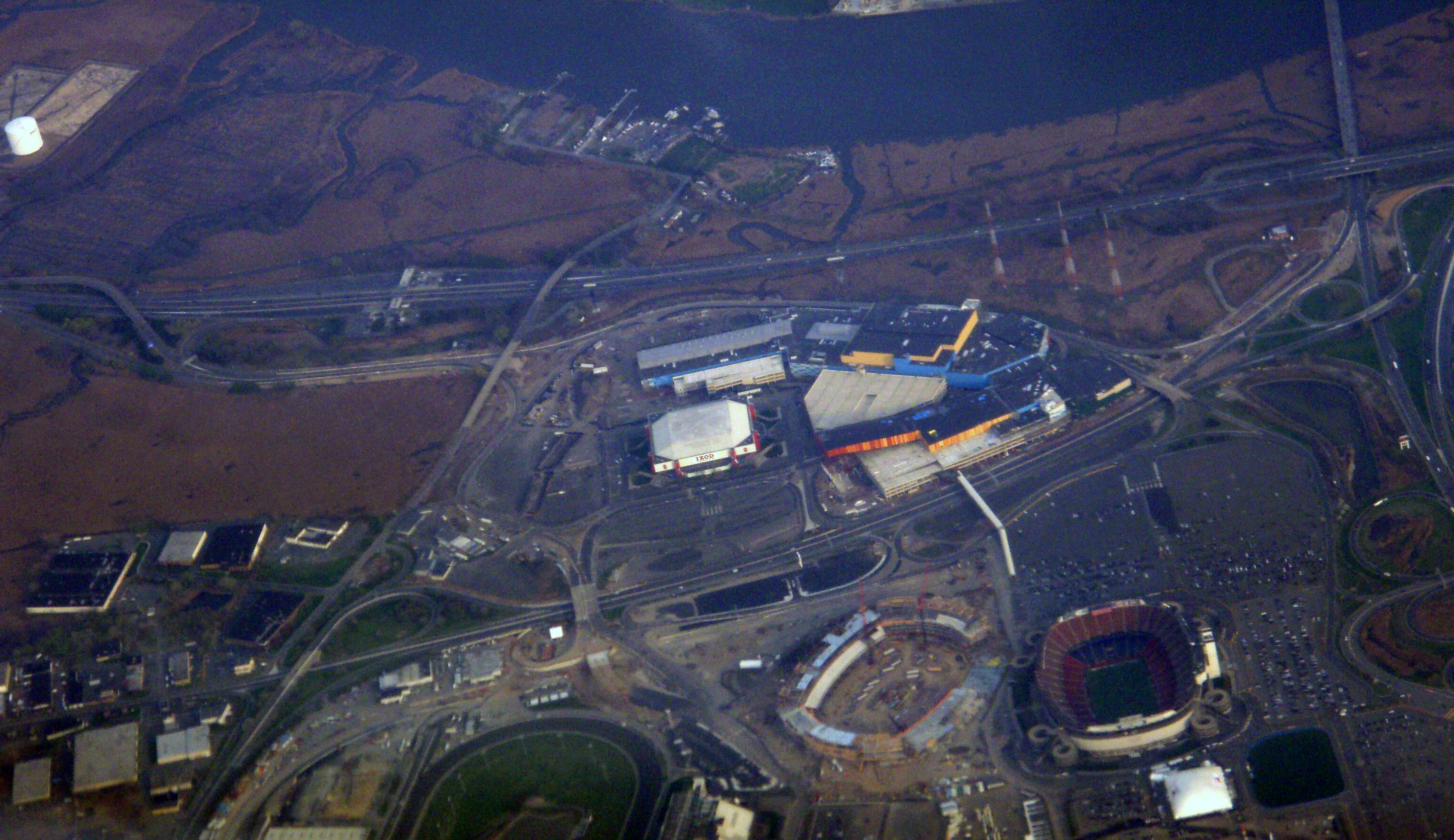
Vy från luften.

Meadowlands Sports Complex är ett område med flera stora arenor för många sporter i East Rutherford i delstaten New Jersey i USA. Där kördes även ett stadslopp i CART World Series under 1980-talet. Tävlingen lades ned på grund av att promotorn hoppade av projektet.

## Arenor
- Metlife Stadium
- Izod Center (inomhus)
- Meadowlands Racetrack för tävlingar i travsport och galoppsport

## American Dream Meadowlands
American Dream Meadowlands är stort shoppingcenter som är under uppbyggnad. Shoppingcentret ska enligt plan invigas 2018.

## Meadowlands Station
Meadowlands Station öppnade 26 juli 2009, vilket underlättar för publiken att komma till arenorna då de kan ta tåget både från New Jersey och New York. Stationen ingår i New Jersey Transits trafiknät.

## Rivna arenor
- Giants Stadium (riven 2010)

## Lag
- New York Giants (NFL)  Metlife Stadium
- New York Jets (NFL)  Metlife Stadium

Kända lag som har haft sin hemmaplan här:
- New York Cosmos (fotboll)
- New Jersey Devils (Ishockey)
- Red Bull New York (MLS) (fotboll)
- New Jersey Nets (NBA) (Basketboll)

Lag som spelat på Giants Stadium:
- New York Giants (NFL)   flyttar till Metlife Stadium 2010
- New York Jets (NFL)  flyttar till Metlife Stadium 2010
- Red Bull New York (MLS)  flyttar till Red Bull Arena 2009
- New York Cosmos ( North American Soccer League) till 1985 då klubben läggs ner.